# 利賀スキー場
利賀スキー場（とがスキーじょう）は、富山県東礪波郡利賀村上百瀬に存在したスキー場であり、富山県内のリフト設備があるスキー場としてはシーズンの営業期間が最も長く、ゴールデンウィーク前まで滑走ができたスキー場である。
利賀村営で1970年代半ばから運営された。1997年にスノーバレー利賀がオープンし、共通券なども導入されていたがスノーバレー利賀スキー場に経営が一本化されたことなどから2001年3月限り廃止になった。
リフトは、ペアリフト1基・シングルリフト1基が設置されていた。
リフト廃止後もゲレンデは地元の子どもたちのスキー練習などに使われてきたが、2017年1月16日から17日にかけてスキー場跡で地滑りが発生、約3万m3と見込まれる土砂が崩れ落ち、民家の車庫などに被害を生じた。